# Erwin Dressel
Erwin Dressel (* 10. Juni 1909 in Berlin; † 17. Dezember 1972 ebenda) war ein deutscher Komponist, Arrangeur und Pianist.

## Ausbildung
Noch während des Besuchs einer Realschule studierte Dressel zwischen 1919 und 1921 Musiktheorie bei Wilhelm Klatte am Stern’schen Konservatorium und von 1921 bis 1925 Komposition bei Paul Juon an der Berliner Hochschule für Musik. Während dieser Zeit (Silvester 1923) konnte er mit der Schauspielmusik zu Shakespears Viel Lärm um Nichts am Berliner Staatlichen Schauspielhaus einen ersten Erfolg vorweisen. Danach nahm er zwischen 1925 und 1926 auch Studien am Goetheanum in Dornach in der Schweiz auf.

## Schaffen
Nach seiner Rückkehr 1926 nach Berlin arbeitete er mit dem Dichter Arthur Zweiniger als Librettisten sehr eng zusammen. Ihr erster gemeinsamer Erfolg war die satirische Oper Armer Columbus (1928). Es folgten weitere Opern (siehe unten). Neben seinen Opern schuf er als Komponist zahlreiche Werke in den Bereichen Symphonik und Kammermusik sowie auch Popularmusik.
Daneben war er als Leiter der Schauspielmusik am Theater in Hannover (1927–28) und, nach Rückkehr aus britischer Kriegsgefangenschaft, als  Kapellmeister der Jungen Bühne Hamburg (1946–48) und als Solokorrepetitor an der Staatsoper Unter den Linden (1948–49) tätig sowie freiberuflich für den Rundfunk.
Sein kompositorischer Stil steht in postromantischer Tradition.

## Werke (Auswahl)
Verleger u. a. Ries & Erler, Friedrich Hofmeister Musikverlag

### Opern
- »Armer Columbus«, Kassel 1928
- »Der Kuchentanz«, Kassel 1929
- »Rosenbusch der Maria«, Leipzig, 1930
- »Die Zwillingsesel« Dresden, 1932
- »Jery und Bäetly« (nach Goethe), Berlin 1932
- »Die Laune der Verliebten«, Hamburg und Leipzig, 1949
- »Der Bär« (nach Tschechov), Bern, 1963

### Symphonik
- Symphonie 1927
- Symphonie 1929
- Symphonie 1932
- Symphonie 1948
- Concertante f. Oboe, Clarinette, Fagott und Orchester 1951
- Divertimento für Flöte, Horn, 2 Klaviere und Streicher 1952
- Cassation 1961
- Klarinettenkonzert, 1961
- Variationen-Serenade, Klavier und Orchester 1965
- Südliche Serenade, 1969
- Violakonzert, 1969

### Werke für Gesangsstimme
- viele Lieder E- und U-Musik.

### Kammermusik
- 2 Streichquartette
- daneben viel Kammermusik für Bläser, Streicher und Piano solo.